# Cláudio Santoro
Cláudio Santoro   (Manaus, 23 de novembre de 1919 - Brasília, 27 de març de 1989) va ser un compositor i violinista brasiler de música acadèmica contemporània.
Santoro va estudiar piano i violí, el seu afany li va servir perquè el Govern d'Amazones el manés a estudiar a Rio de Janeiro. Als 18 anys, ja era professor adjunt de la càtedra de violí del Conservatori de Música de Rio de Janeiro. Va estudiar composició musical amb Hans-Joachim Koellreutter, compositor de l'escola avantguardista (dodecafonisme) que va influir molt l'estil de Santoro. Ja prou conegut, va rebre un premi de la Fundació Lili Boulanger, a Boston. Entre els seus avaladors hi havia els compositors Ígor Stravinski i Aaron Copland. Va perfeccionar la seva formació a París amb Nadia Boulanger. Va participar en la fundació i va tocar com a intèrpret a l'Orquestra Simfònica Brasilera.
Claudio Santoro va ser professor fundador del Departament de Música de la Universitat de Brasília. Va morir en 1989, època en què exercia el lloc de Regente Titular de l'Orquestra del Teatre Nacional de Brasília, actualment Orquestra Sinfônica do Teatre Nacional Claudio Santoro.
La seva obra prolífica va ser sobretot instrumental i inclou nou simfonies, tres concerts de piano i set quartets de corda.